# Кочевая (Ханты-Мансийский автономный округ)
Кочевая — упразднённая деревня в Сургутском районе, Ханты-Мансийского автономного округа — Югры. Располагается на межселенной территории, находясь в прямом подчинении Сургутскому муниципальному району. Упразднена в 2009 г.

## Климат
Климат резко континентальный, зима суровая, с сильными ветрами и метелями, продолжающаяся семь месяцев. Лето относительно тёплое, но быстротечное.

## История
Упразднена согласно Закону ХМАО — Югры от 17 декабря 2009 года № 229-оз.

## Население
| 1989 | 2002 |
| ---- | ---- |
| 325  | ↘180 |